# Amiseginae
Amiseginae (лат.) (Амисегины) — подсемейство ос-блестянок. Известно более 30 родов.

## Описание
Группа примитивных ос-блестянок мелкого размера (2—5 мм), как правило не блестящих, чёрных. Паразитоиды, в качестве хозяев используют яйца палочников (Phasmatodea). Обнаруживаются на растениях и в подстилке. У самцов брюшко из 5 видимых сегментов, у самок — из 4. Иногда самки и самцы могут быть бескрлылыми или короткокрылыми.
Ископаемые представители (Protamisega khatanga) известны из Мелового периода (Evans, 1973).

## Распространение
Встречаются повсеместно, кроме западной Палеарктики. Ископаемые представители известны из таймырский, балтийских и ровенских янтарей. Неарктика и Неотропика (Amisega, Adelphe, Anadelphe, Duckeia, Nesogyne), Афротропика (Afrosega, Alieniscus, Leptosega, Obenbergerella, Reidia, и Anachrysis: Южная Африка), Индомалайская зона (Atoposega, Baeosega, Bupon, Cladobethylus, Colocar, Exopapua, Imasega, Indothrix, Isegama, Kryptosega, Magdalium, Mahinda, Perissosega, Rohweria, Saltasega, Serendibula), Австралия (Exova, Myrmecomimesis). В Палеарктике только на Дальнем Востоке: в Японии и Китае представлено родами Cladobethylus Kieffer, 1922 и Nipponosega Kurzenko et Lelej, 1994.

## Классификация
Одна из базальных групп ос-блестянок (вместе с Cleptinae и Loboscelidiinae). Подсемейство Amiseginae включает около 30 родов ос-блестянок:
- Adelphe Mocsáry, 1890
- Afrosega Krombein, 1983
- Alieniscus Benoit, 1951
- Amisega Cameron, 1898
- Anachrysis Krombein, 1986
- Anadelphe Kimsey, 1987
- Atoposega Krombein
- Baeosega Krombein
- Bupon Kimsey
- †Cenomanisega Lucena & Melo, 2025
  - †Cenomanisega krombeini Lucena & Melo, 2025 (бирманский янтарь)[4]
- Cladobethylus Kieffer
- Colocar Krombein
- †Cretamisega Lucena & Melo, 2025
  - †Cretamisega mandibularis Lucena & Melo, 2025 (бирманский янтарь)[4]
- Duckeia Costa Lima, 1936
- †Eosega Martynova, 2017 (Eosega heterotarsata, балтийский янтарь)[2]
- Exopapua Krombein
- Exova Riek
- †Foveorisus Martynova, 2017 (Foveorisus kilimniki, ровенский янтарь)[2]
- Imasega Krombein
- Indothrix Krombein
- Isegama Krombein
- Kryptosega Kimsey
- Leptosega Krombein, 1984
- Magdalium Kimsey
- Mahinda Krombein
- Microsega Krombein
- †Miracorium Lucena & Melo, 2018[5]
  - †Miracorium amica Lucena & Melo, 2025 (бирманский янтарь)[4]
  - †Miracorium tetrafoveolatum Lucena & Melo, 2018[5]
- Myrmecomimesis Dalla
- Nesogyne Krombein, 1937
- Nipponosega Kurzenko et Lelej, 1994[6]
- Obenbergerella Strand, 1929
- Perissosega Krombein
- †Palaeobethylus Brues in Kieffer, 1914 (перемещен из Bethylidae: Sorg, 1988)[7]
- †Palaeobethyloides Brues, 1933 (перемещен из Bethylidae: Sorg, 1988)[7]
- †Protadelphe Krombein, 1986
- †Protamisega Evans, 1973
- †Protognathosega Lucena & Melo, 2025
  - †Protognathosega depilis Lucena & Melo, 2025 (бирманский янтарь)[4]
- Reidia Krombein, 1957
- Rohweria Fouts
- Saltasega Krombein
- Serendibula Krombein
- †Telistosega Lucena & Melo, 2025
  - †Telistosega intermedia Lucena & Melo, 2025 (бирманский янтарь)[4]
- †Uromesitius Brues, 1933 (перемещен из Bethylidae: Sorg, 1988)